# Ivan Anton Kumbat
Ivan Anton Kumbat je bio general Mletačke Republike. Ivan Kumbat je rođen u Kaštel Štafiliću 1. prosinca 1684., sin Bože i Lucije rođ. Dobričić(porijeklom iz Okruga na otoku Čiovu), umro je na Krfu 1744.godine. Ime Anton je dobio po svom djedu.

## Morejski rat
Krajem 1714. godine počeo je posljednji rat između Mletačke Republike i Turske, koji su počeli Turci kako bi vratili izgubljena područja na Peloponezu (Moreji) i u Dalmaciji. Zbog nadmoći turskih snaga, Mletačka Republika se početkom rata povukla s Peloponeza. Sljedeći na redu su bili Krf, koji se uspio oduprijeti turskim napadima, i Dalmacija koja se uspjela oduprijeti uz pomoć černidi i morlački bandijeri. U borbama na Peloponezu i osobito na Krfu istakao se Ivan Kumbat, kao zapovjednik pukovnije dalmatinskih oltramarina (profesionalna mletačka vojska novačena u Dalmaciji i Istri).

## Bijeg iz rodnog kraja
Nakon jednog prekršaja pobjegao je iz svog sela, prijavio se kao veslać (galijot) na mletačkim galijama. Zbog svog junaštva u bitkama kod Kalamote i Argosa napredovao je u mletačkoj mornarici i postigao čin pukovnika mornaričkog pješaštva. U opsadi Krfa istakao se nevjerojatnom hrabrošću dobivši čin generala. Velika zapreka njegovu napredovanju je bila njegova nepismenost, pa je jednom prilikom istupio u Senatu i pokazavši gola prsa puna ožiljaka rekao: Mač je moje pero, krv je moje crnilo, a prsi su moja karta. Kumbatovo junaštvo opjevali su fra. Andrija Kačič Miošić u "Razgovoru Ugodnom" i fra.Filip Grabovac koji mu je posvetio jednu pjesmu u „Cvitu razgovora naroda i jezika hrvatskoga“ u kojoj ga slavi kao hrvatskog rodoljuba. Kumbat je umro u svojoj šezdesetoj godini na dužnosti zapovjednik tvrđave na Krfu.

## Grb generala Antuna Ivana Kumbata
Gornji dio: na plavom polju dva ukrštena zlatna buzdovana.
Donji dio: na zlatnom polju srebreni polumjesec nasuprot njega ruka u crvenom rukavu koja drži srebrenu sablju.
Dva polja djeli vodoravna crvena kolona (ešarpa).

## Oporuka
Nakon bjega iz rodnog mjesta Kumbat se nikada više nije vratio u Kaštela. Ne srameći se svog zavičaja i siromašna podrijetla, uvijek je sa sobom nosio seljačku (težačku) košulju. U svojoj oporuci sjetio se i Kaštela, ostavivši 200 dukata kao miraz za 6 siromašnih djevojaka koje su se spremale za koludrice (redovnice).